# Jesse Gray
Jesse Gray (Baton Rouge, 14 de mayo de 1923 - Nueva York, 2 de enero de 1988) fue un activista y político estadounidense.

## Biografía
Jesse Gray nació el 14 de mayo de 1923, cerca de Baton Rouge, Louisiana. Se mudó a la ciudad de Nueva York y allí se convirtió en sastre y miembro de la Unión Marítima Nacional en la década de 1940.
Organizó protestas de inquilinos contra las condiciones de los barrios bajos de Harlem en la década de 1950. En noviembre de 1963 dirigió una amplia huelga de alquiler, en la que los inquilinos atraparon ratas de sus viviendas y se las mostraron al juez del Tribunal Civil de la ciudad de Nueva York. No se tomaron medidas para mejorar las condiciones, y los manifestantes se amotinaron al año siguiente.
Se convirtió en el jefe del Consejo Comunitario de la Vivienda y creó la Organización Nacional de Inquilinos. Más tarde se vinculó en la política haciendo parte del Partido Demócrata. En 1969 se postuló sin éxito para el Consejo de la Ciudad de Nueva York y un año después desafió al congresista Adam Clayton Powell Jr., pero fue derrotado. Gray fue elegido para la Asamblea del Estado de Nueva York en noviembre de 1972, y fue miembro en 1973 y 1974. Ese mismo año se presentó a la reelección pero fue derrotado en las primarias demócratas.
Murió el 2 de enero de 1988 en el Hogar Beth Abraham en el Bronx, después de haber estado en coma durante varios años.